# Koszary w Starogardzie Gdańskim

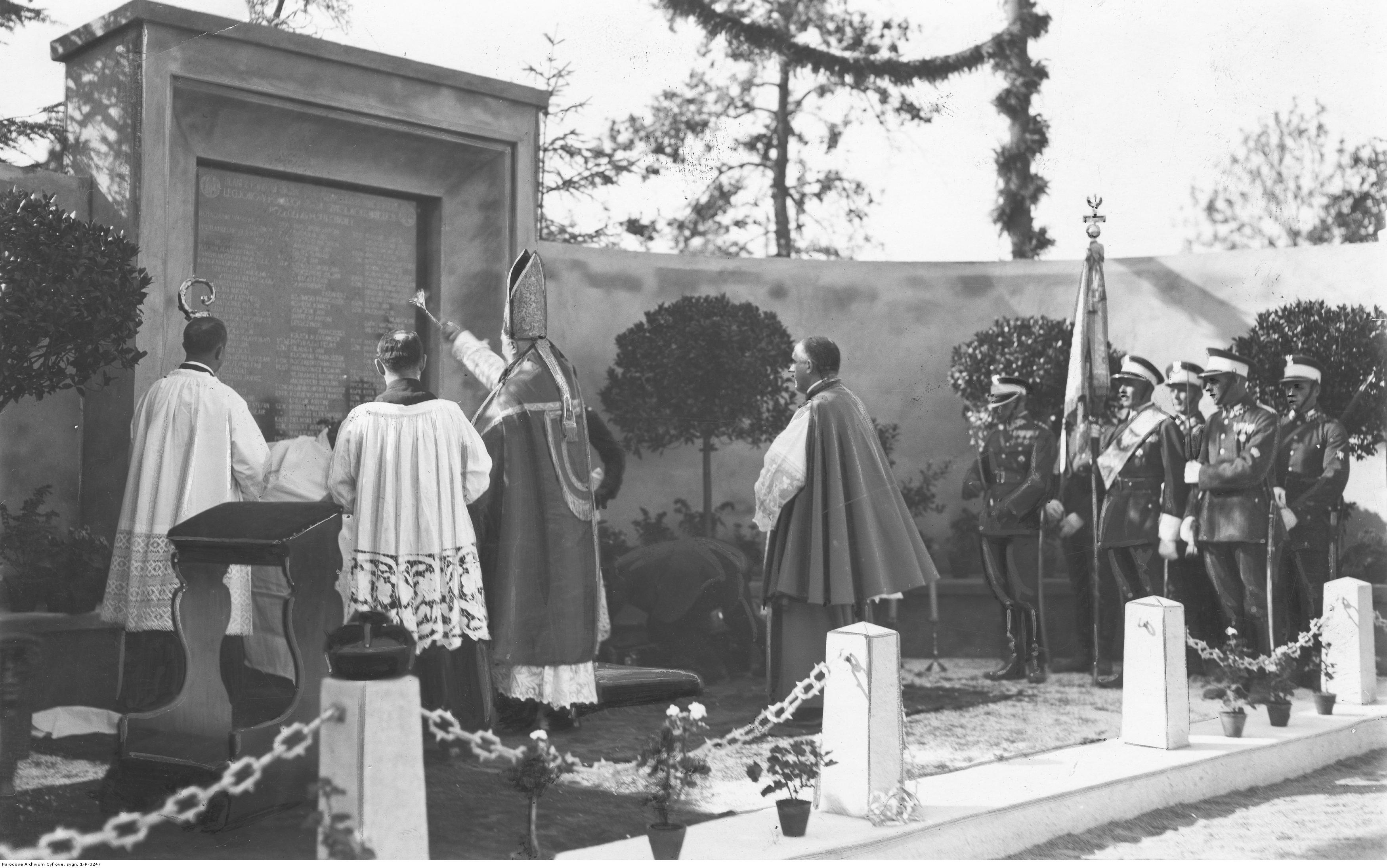
Poświęcenie tablicy z nazwiskami poległych w bitwie pod Rokitną w koszarach 2 pszwol. w Starogardzie

Koszary w Starogardzie Gdańskim – kompleksy koszarowe znajdujące się na terenie garnizonu Starogard Gdański.

## Charakterystyka
Na terenie garnizonu starogardzkiego funkcjonowało kilka kompleksów koszarowych. Ich zbiorczą pojemność szacowano na cztery szwadrony kawalerii oraz jeden batalion i dwie kompanie piechoty. Do 1914 kwaterował w nich niemiecki I dywizjon 72 pułku artylerii polowej.
Po odzyskaniu przez Polskę niepodległości, koszary przejęło Wojsko Polskie. Początkowo kwaterował w nich 65 Starogardzki pułk piechoty. Jego miejsce w maju 1926 zajął 2 pułk Szwoleżerów Rokitniańskich. 

Najstarsze Koszary Białe, położone przy dzisiejszej  ul. Ignacego Paderewskiego 6 i 11, pochodziły z lat 1778–1781. Do 1930 stacjonował w nich 2 batalion strzelców. Stacjonowały tak także pododdziały 2 pułku szwoleżerów: szwadron ckm, drużyna dowódcy, warsztaty oraz orkiestra. 

Większość pododdziałów 2 pszwol. rozmieszczona została w „koszarach czerwonych” wzniesionych w 1911 przy ulicy Mackensena (rejon ulic: Chojnicka – Chopina – Parkowa). Tamtejszy murowany budynek koszarowy był dość ciasny jak na potrzeby czterech szwadronów liniowych i plutonu łączności; stajnie były zbudowane niedbale i w zimie nie dawało się ich ogrzać. Stał tam również duży budynek drewniany, mieszczący spółdzielnię pułkową i świetlicę, oraz budynki murowane: dowództwa, izby chorych, magazynu mundurowego i kuchni.
Pułk dysponował również stajniami i magazynami w rejonie dzisiejszych ulic: Kościuszki – Jana Pawła II – Pomorskiej oraz kasynem oficerskim przy ul. Jana Sobieskiego 14. W koszarach brakowało umywalni, toalet, świetlic i jadalni, a żołnierze spali w spiętrowanych łóżkach. Oddalone od budynku koszarowego kuchnie wydawały strawę do menażek. W 1930, po odejściu 2 batalionu strzelców do Tczewa, wszystkie pododdziały 2 pułku szwoleżerów przeniosły się do Starogardu.
Po II wojnie światowej w Starogardzie nadal stacjonowało Wojsko Polskie. W latach 1946–1949 w koszarach stargardzkich stacjonował 20 dywizjon artylerii przeciwpancernej, w latach 1951–1955 rozlokował się tu 23 pułk moździerzy, a do początku 1970 stacjonował w koszarach batalion Obrony Terytorialnej.
W latach 70. XX w. koszary oddano władzom cywilnym. W koszarach czerwonych funkcjonuje między innymi Ośrodek Szkolno-Wychowawczy, zakład ubezpieczeń społecznych i punkty usługowe. Około 2000 rozebrano stajnie oraz krytą ujeżdżalnię, a w ich miejscu wzniesiono osiedle mieszkaniowe. Na terenie byłych koszar odsłonięto pomnik „Poległych w Walce z Faszyzmem na Ziemi Starogardzkiej”. Budynki Koszar Białych mieszczą szkołę, mieszkania i sklepy. Na ścianie jednego z budynków wisi tablica upamiętniająca pobyt w nim 2 pszwol. W budynku kasyna oficerskiego otwarto Muzeum 2 pułku Szwoleżerów Rokitniańskich. Nie istnieją zabudowania, magazynowe i stajnie przy ul. Kościuszki